# 伊比利亞軌距
伊比利亞軌距，寬1668毫米，主要用於西班牙和葡萄牙的鐵路。這是世界上使用中的第二寬的軌距，僅次於印度軌距。
西班牙和葡萄牙於1955年達成協議，採用1668毫米伊比利亞軌距。19世紀期間，西班牙和葡萄牙採用不同的軌距。西班牙起初以1672毫米軌距興建鐵路，而葡萄牙起初以標準軌興建鐵路，後來改用1664毫米軌距，而兩者軌距差異已經足夠互通。。